# دبیرستان عمر فروخ
دبیرستان عمر فَرّوخ (به عربی:ثانویة عمر فروخ) با نام رسمی دبیرستان دولتی دخترانهٔ عمر فروخ (به عربی:ثانویة عمر فروخ الرسمیة للبنات) در سال ۱۹۷۴ در پایتخت لبنان، بیروت؛ به‌نام عمر فروخ (۱۹۰۶–۱۹۸۷) نویسنده و ادیب لبنانی بنیان‌گذاری شد. پویایی‌های گوناگونِ فرابرنامهٔ رسمی، آن را از دیگر دبیرستان‌های هم‌ردهٔ خود برجسته کرده و برتری داده است. در جشن دانش‌آموختگی سال ۲۰۱۵، لیال عبود در این مدرسه خواند. همچنین این دبیرستان، به‌هنگام انتخابات از حوزه‌های رأی‌گیری است.

## ساختار
شعار آن: «با پرورش، میهن‌ها ساخته می‌گردد»، به آموزش نوین باز بر فرهنگ‌های گوناگون و فناوری اهمیت می‌دهد. رسالت خود را «ارائهٔ بهترین آموزش و پرورش ملی و مدنی و بهترین آموزش و پرورش مدرن برای ساخت نسل جدید، مشتاق به تعادل فرهنگی و فناوری و اصلاح انرژی خلاق برای توسعه میهن دموکراتیک آزاد و پیشرو» می‌داند.

### مقطع‌ها
دبیرستان متوسطه اول: پایه هفتم (سه کلاس)، پایه هشتم (سه کلاس), پایه نهم (سه کلاس)
دبیرستان متوسطه دوم: دهم (پنج کلاس)، یازدهم (دوم علمی- دو کلاس)، علوم انسانی (دو کلاس) دوازدهم (علوم زیستی، یک کلاس)، اقتصاد و جامعه‌شناسی (سه کلاس) ادبیات و علوم انسانی (دو کلاس)